# Município de Auglaize (condado de Allen, Ohio)
Localização do Ohio nos E.U.A.
O município de Auglaize (em inglês: Auglaize Township) é um município localizado no condado de Paulding no estado estadounidense de Ohio. No ano 2010 tinha uma população de 1454 habitantes e uma densidade populacional de 25,31 pessoas por km².

## Geografia
O município de Auglaize encontra-se localizado nas coordenadas 41° 11′ 07″ N, 84° 24′ 32″ O. Segundo a Departamento do Censo dos Estados Unidos, o município tem uma superfície total de 57.45 km², da qual 55,64 km² correspondem a terra firme e (3,16 %) 1,81 km² é água.

## Demografia
Segundo o censo de 2010, tinha 1454 pessoas residindo no município de Auglaize. A densidade de população era de 25,31 hab./km².